# Literatura em alemão

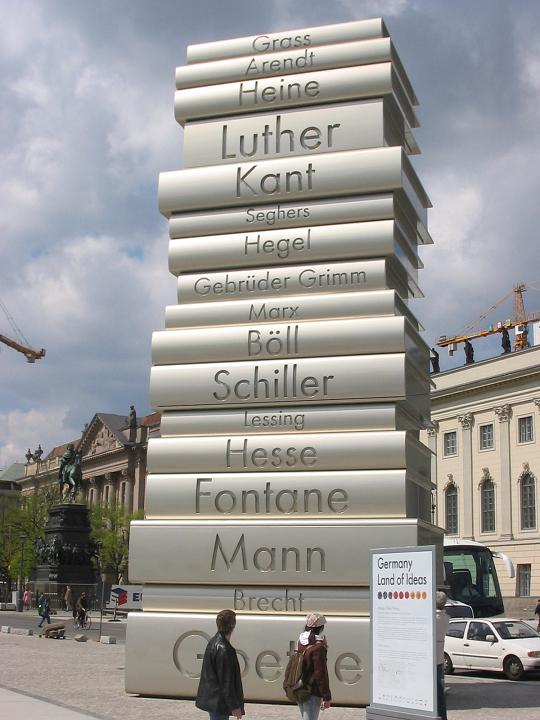

A literatura em alemão engloba todos os textos escritos na língua alemã. Nisto inclui-se a literatura escrita na Alemanha, na parte de língua alemã da Suíça e na Áustria, bem como, em menor grau, trabalhos escritos em alemão por integrantes da diáspora alemã.
Por motivos de história geográfico-política bem como por motivos da história da língua alemã, a literatura da Alemanha não é um conjunto homogêneo como as literaturas de outras nações. Sendo assim, ela também inclui as atividades literárias na Áustria, Suíça e Alsácia e dos alemães no Báltico; e de certos quistos de língua alemã inseridos em outros países; como Rilke e Kafka. A esses elementos geográficos, históricos e linguísticos acrescenta-se o religioso. Antes da cristianização, os alemães não tinham literatura. O papel do latim é importante nos fundamentos da civilização alemã a partir corte do imperador Carlos Magno, no começo do século IX.
A literatura alemã do período moderno encontra-se em sua maior parte escrita em alemão padrão, mas existem algumas correntes de literatura influenciadas em maior ou menor grau por dialetos (por exemplo, alemânico). Um desenvolvimento inicial da literatura em alemão ocorreu no período do alto alemão médio no início da idade média. A literatura moderna em alemão começa com autores do Iluminismo (tais como Herder) e atinge seu formato "clássico" no final do século XVIII com o Classicismo de Weimar (Goethe e Schiller).

## Periodização
A periodização não é uma ciência exata mas a lista seguinte contêm movimentos ou períodos temporais tipicamente utilizados na discussão da literatura em alemão. É de notar-se que os períodos da literatura medieval em alemão cobrem dois ou três séculos, aqueles referentes ao período moderno inicial cobrem um século e os referentes á literatura moderna em alemão cobrem uma ou duas décadas. Quanto mais próximo do momento presente, mais difícil é obter-se um consenso quanto à periodização.
- Literatura Medieval
  - Literatura em alto alemão antigo (750-1050)
  - Literatura em alto alemão médio (1050-1300)
  - Literatura em alemão do período medieval tardio/Renascença (1300-1500)
- Literatura do período moderno inicial em alemão (veja Literatura moderna inicial)
  - Humanismo e Reforma Protestante (1500-1650)
  - Barroco (1600-1720)
  - Iluminismo (1680-1789)
- Literatura moderna em alemão
  - Literatura em alemão dos séculos XVIII e XIX
    - Empfindsamkeit / Sensibilidade (1750s-1770s)
    - Sturm und Drang / Tempestade e ímpeto (1760s-1780s)
    - Classicismo Alemão (1729–1832)
      - Classicismo de Weimar (1788-1805) ou (1788-1832), dependendo de considerar-se o fim deste período com a morte de Schiller (1805) ou de Goethe (1832)

    - Romantismo alemão (1790s-1880s)
    - Biedermeier (1815-1848)
    - Alemanha Jovem (1830-1850)
    - Realismo Poético (1848-1890)
    - Naturalismo (1880-1900)

  - Literatura do século XX em alemão
    - 1900-1933
      - Fin de siècle (ca. 1900)
      - Simbolismo
      - Expressionismo (1910-1920)
      - Dada (1914-1924)
      - Novo Objectivismo (Neue Sachlichkeit)

    - 1933-1945
      - Literatura Socialista Nacional
      - Literatura do Exílio

    - 1945-1989
      - Por país
        - República Federal da Alemanha
        - República Democrática Alemã
        - Áustria
        - Suíça
        - Outros

      - Por tema ou grupo
        - Literatura pós-guerra (1945-1967)
        - Grupo 47
        - Literatura do Holocausto

  - Literatura Contemporânea em alemão

Gráfico de trabalhos listados em Frenzel, Daten deutscher Dichtung (1952). Podemos ver a literatura medieval concomitante com a Renascença até os 1540s, a literatura moderna começando em 1720, e o período barroco separando os dois, de 1550 a 1700.

## Idade Média
A literatura medieval alemã refere-se à literatura escrita na Alemanha, a partir da dinastia Carolíngea; várias datas foram propostas para o fim da Idade Média literária na Alemanha, com a Reforma Protestante (1517) sendo a última data possível.

### Alto alemão antigo
O período do alto alemão antigo vai até aproximadamente o meio do século XI, embora o limite com o alto alemão médio inicial (segunda metade do século XI) não é muito claro.
O trabalho mais famoso deste período é o Hildebrandslied, uma peça curta de verso heróico aliterativo germânico o qual, além do Muspilli, é o único sobrevivente do que deve ter sido uma tradição oral vasta. Um outro trabalho importante, no dialeto setentrional do saxão antigo, é a vida de Cristo no estilo de um épico heróico conhecido como o Heliand.

### Alto alemão médio
O alto alemão médio começou aproximadamente no início do século XII. Na segunda metade do século XII houve uma rápida intensificação das atividades levando à uma "idade dourada" de 60 anos da literatura alemã medieval conhecida como a mittelhochdeutsche Blütezeit (1170-1230). Este foi o período de florescimento da poesia lírica em alto alemão médio, particularmente do Minnesang (a variedade alemã da tradição originalmente francesa de amor da corte). Um dos mais importantes destes poetas foi Walther von der Vogelweide. Estes mesmos sessenta anos viram a composição dos mais importantes romances da corte. Estes foram escritos em dísticos rimados, e novamente baseou-se em modelos franceses como Chrétien de Troyes, muitos baseados na lenda arturiana, como por exemplo Parzival por Wolfram von Eschenbach. O terceiro movimento literário destes anos foi uma retomada da tradição heróica, na qual a antiga tradição oral germânica pod ainda ser discernida, mas domada e cristianizada e adaptada à corte. Estes altos épicos heróicos medievais foram escritos em estrofes rimadas, e não na forma de versos aliterativos da pré-história germânica. Como exemplo podemos citar o Niebelungenlied.

## Período moderno inicial

### Renascença e Reforma alemãs
- Sebastian Brant (1457–1521)
- Thomas Murner (1475–1537)
- Philipp Melanchthon (1497–1560)
- Sebastian Franck (1500–1543)
- Andrzej Frycz Modrzewski (1503–1572)

### Período Barroco
O período Barroco (1600 a 1720) foi um dos períodos mais férteis na literatura alemã. Muitos escritores refletiram as experiências horríveis da Guerra dos Trinta Anos, na poesia e em prosa. As aventuras do jovem e ingênuo Simplicissimus de Grimmelshausen, no livro epônimo Simplicius Simplicissimus, tornou-se a novela mais famosa do período barroco. Andreas Gryphius e Daniel Caspar von Lohenstein escreveram tragédias em língua alemã, ou Trauerspiele, especialmente sobre temas clássicos e frequentemente bem violentas. Poesia erótica, religiosa e ocasional apareceram tanto em alemão quanto em latim.

## Período Moderno

### Século XVIII

#### O Iluminismo
- August Friedrich Wilhelm Crome
- Johann Gottfried Herder
- Paul Heinrich Dietrich von Holbach
- Friedrich Heinrich Jacobi
- Theodor Gottlieb von Hippel
- Immanuel Kant
- Gotthold Ephraim Lessing
- Moses Mendelssohn
- Carl Leonhard Reinhold
- Christian Thomasius
- Christian Jacob Wagenseil
- Christian Felix Weiße
- Christoph Martin Wieland
- Christian Wolff
- Friedrich Nicolai
- Christian Garve

#### Sensibilidade
Empfindsamkeit / Sensibilidade  (1750s-1770s)
Friedrich Gottlieb Klopstock (1724–1803), Christian Fürchtegott Gellert (1715–1769), Sophie de La Roche (1730–1807). O período tem seu apogeu e termina com o best-seller de Goethe Die Leiden des jungen Werther (1774).

#### Alemanha Nazista
- Literatura Nacional Socialista: veja Blut und Boden, propaganda nazista

Sob o regime nazista alguns autores foram exilados (Exilliteratur) e outors censurados ("emigração interna", Innere Emigration)
- Innere Emigration: Gottfried Benn, Werner Bergengruen, Hans Blüher, Otto Dix, Hans Heinrich Ehrler, Werner Finck, Gertrud Fussenegger, Ricarda Huch, Ernst Jünger, Erich Kästner, Volker Lachmann, Oskar Loerke, Erika Mitterer, Walter von Molo, Friedrich Reck-Malleczewen, Richard Riemerschmid, Reinhold Schneider, Frank Thiess, Carl von Ossietzky, Ernst Wiechert
- Exilados: Ernst Bloch, Bertolt Brecht, Hermann Broch, Alfred Döblin, Lion Feuchtwanger, Bruno Frank, A. M. Frey, Anna Gmeyner, Oskar Maria Graf, Heinrich Eduard Jacob, Hermann Kesten, Annette Kolb, Siegfried Kracauer, Emil Ludwig, Heinrich Mann, Klaus Mann, Thomas Mann, Balder Olden, Rudolf Olden, Robert Neumann, Erich Maria Remarque, Ludwig Renn, Alice Rühle-Gerstel, Otto Rühle, Alice Schwarz-Gardos, Anna Seghers, B. Traven, Bodo Uhse, Franz Werfel, Arnold Zweig, Stefan Zweig.

#### 1945 a 1989
- Literatura alemã do pós-guerra (1945-1967); Grupo 47; Literatura do Holocausto (Anne Frank, Edgar Hilsenrath)
- Literatura da Alemanha Oriental: Wolf Biermann, Sarah Kirsch, Günter Kunert, Peter Huchel, Reiner Kunze
- Literatura Pós-Moderna: Oswald Wiener, Christian Kracht, Hans Wollschläger, Christoph Ransmayr, Marlene Streeruwitz

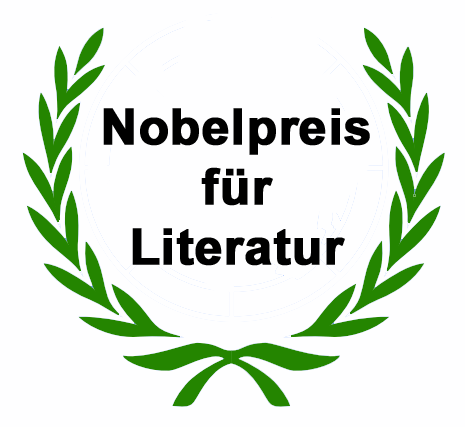
Prêmio Nobel da Literatura em língua alemã1902 Theodor Mommsen (Alemanha)1908 Rudolf Eucken (Alemanha)1910 Paul Heyse (Alemanha)1912 Gerhart Hauptmann (Alemanha)1919 Carl Spitteler (Suíça)1929 Thomas Mann (Alemanha)1946 Hermann Hesse (Suíça/Alemanha)1966 Nelly Sachs (Alemanha/SE)1972 Heinrich Böll (Alemanha)1981 Elias Canetti (Reino Unido/Suiça)1999 Günter Grass (Alemanha)2004 Elfriede Jelinek (Áustria)2009 Herta Müller (Romênia/Alemanha)

### Laureados com o prêmio Nobel
O Prêmio Nobel de Literatura foi recebido por autores de língua alemã por doze vezes (até 2007), o terceiro mais frequente após autores de língua inglesa e francesa (com 27 e 13 laureados, respectivamente).

## Literatura Contemporânea
Segundo a professora Fabiana Macchi, "a literatura alemã do século XX é profundamente marcada pela ruptura causada pela II Guerra Mundial e pelo exílio." Boa parte da obra desse autores exilados ficou dispersa por diversos países, e, até hoje, pesquisadores e editores procuram recuperar esses trabalhos bem como a história literária alemã desse período. Entre os autores que ficaram na Europa durante a II Guerra, é recorrente o tema da ruptura causada pela guerra e da necessidade de "reescrever a própria identidade". Por outro lado, a partir da década de 1970, desenvolve-se a chamada literatura intercultural, uma tendência que se desenvolveu inicialmente na Alemanha e, posteriormente, em outros países de língua alemã. Trata-se de uma literatura feita por estrangeiros e inicialmente tratava sobretudo da problemática da imigração, "denunciando a discriminação, registrando o isolamento, o estranhamento, a perda da identidade ou a luta para redefini-la".
- Ficção científica, fantasia: Andreas Eschbach, Frank Schätzing, Wolfgang Hohlbein, Peter Schmidt, Andreas Winterer
- Literatura Pop: Dietmar Dath, Christian Kracht, Benjamin von Stuckrad-Barre, Rainald Goetz.
- Literatura migrante ou intercultural:[3][4] Feridun Zaimoglu, Wladimir Kaminer, Rafik Schami, Aglaja Veteranyi, Carmine Gino Chiellino
- Poesia: Marcel Beyer, Uwe Kolbe, Thomas Kling (1957-2005)
- Aforistas: Hans Kruppa
- Suspense: Ingrid Noll
- Novela: Charlotte Link
- Erótica: Charlotte Roche